# Exbud Arena
Die Exbud Arena ist ein Fußballstadion in der polnischen Großstadt Kielce, Woiwodschaft Heiligkreuz, im Südosten des Landes. Es bietet 15.550 Zuschauern Platz, bei Spielen des Fußballvereins Korona Kielce in der Ekstraklasa sind allerdings nur 14.600 Zuschauer zugelassen. Rund 1,2 km entfernt liegt die Mehrzweckhalle Hala Legionów und die städtische Leichtathletikanlage Stadion Lekkoatletyczny MOSiR.

## Geschichte
Der Bau des Stadions, der vom 22. November 2004 bis zum 1. April 2006 andauerte, kostete 48 Mio. zł (ca. 11,4 Mio. €). Der Eigentümer des Stadions ist die Stadt Kielce. Das erste internationale Spiel fand am 16. Mai 2006 statt. Bei dem Freundschaftsspiel zwischen Korona Kielce und Borussia Dortmund gewann die Heimmannschaft 4:1 (3:0). Am 24. April 2012 wurde das Endspiel des polnischen Fußballpokals 2011/12 im Stadion zwischen Legia Warschau und Ruch Chorzów (3:0) ausgetragen.
Im Januar 2014 erhielt das städtische Stadion bis mindestens Juni 2018 den Sponsorennamen Kolporter Arena. Am 11. September 2018 wurde auf einer Pressekonferenz die Umbenennung der Fußballarena bekannt. Seit dem 1. November 2018 trägt sie den Namen Suzuki Arena. Die polnische Abteilung des japanischen Automobilherstellers Suzuki, Suzuki Motor Poland, erwarb die Sponsorenrechte an der Spielstätte von Korona Kielce. Im September 2024 wurde EXBUD, Hersteller von Stahlkonstruktionen für Bau, Industrie und Infrastruktur, neuer Sponsor des Clubs und Namensgeber des Stadions.

## Länderspiele
Bisher war die polnische Fußballnationalmannschaft drei Mal im Stadion in Kielce zu Gast.
- 28. Mär. 2007:  Polen –  Armenien 1:0 (Qualifikation zur EM 2008)
- 01. Apr. 2009:  Polen –  San Marino 10:0 (Qualifikation zur WM 2010)
- 29. Mai 2010:  Polen –  Finnland 0:0 (Freundschaftsspiel)

## U-21-Fußball-Europameisterschaft 2017
Die Arena in Kielce war eines von sechs Stadien der U-21-Fußball-Europameisterschaft 2017.
- 16. Juni 2017, Gruppe A:  Schweden –  England 0:0
- 19. Juni 2017, Gruppe A:  Slowakei –  England 1:2 (1:0)
- 22. Juni 2017, Gruppe A:  England –  Polen 3:0 (1:0)

## Galerie

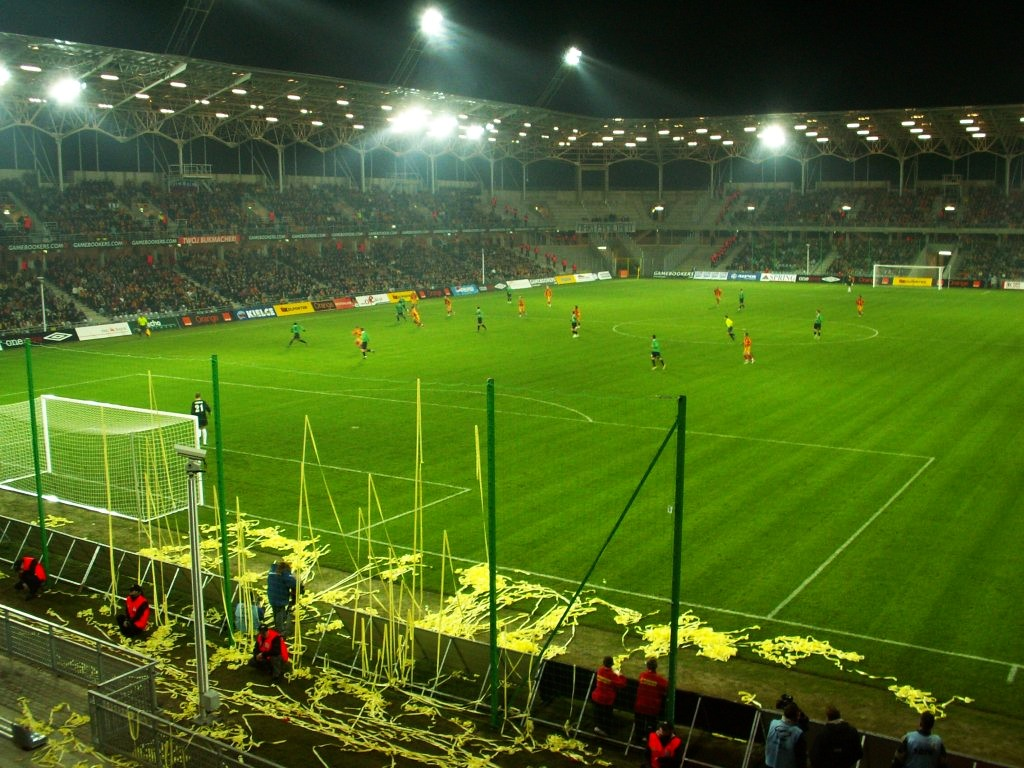
Eröffnungsspiel am 1. April 2006
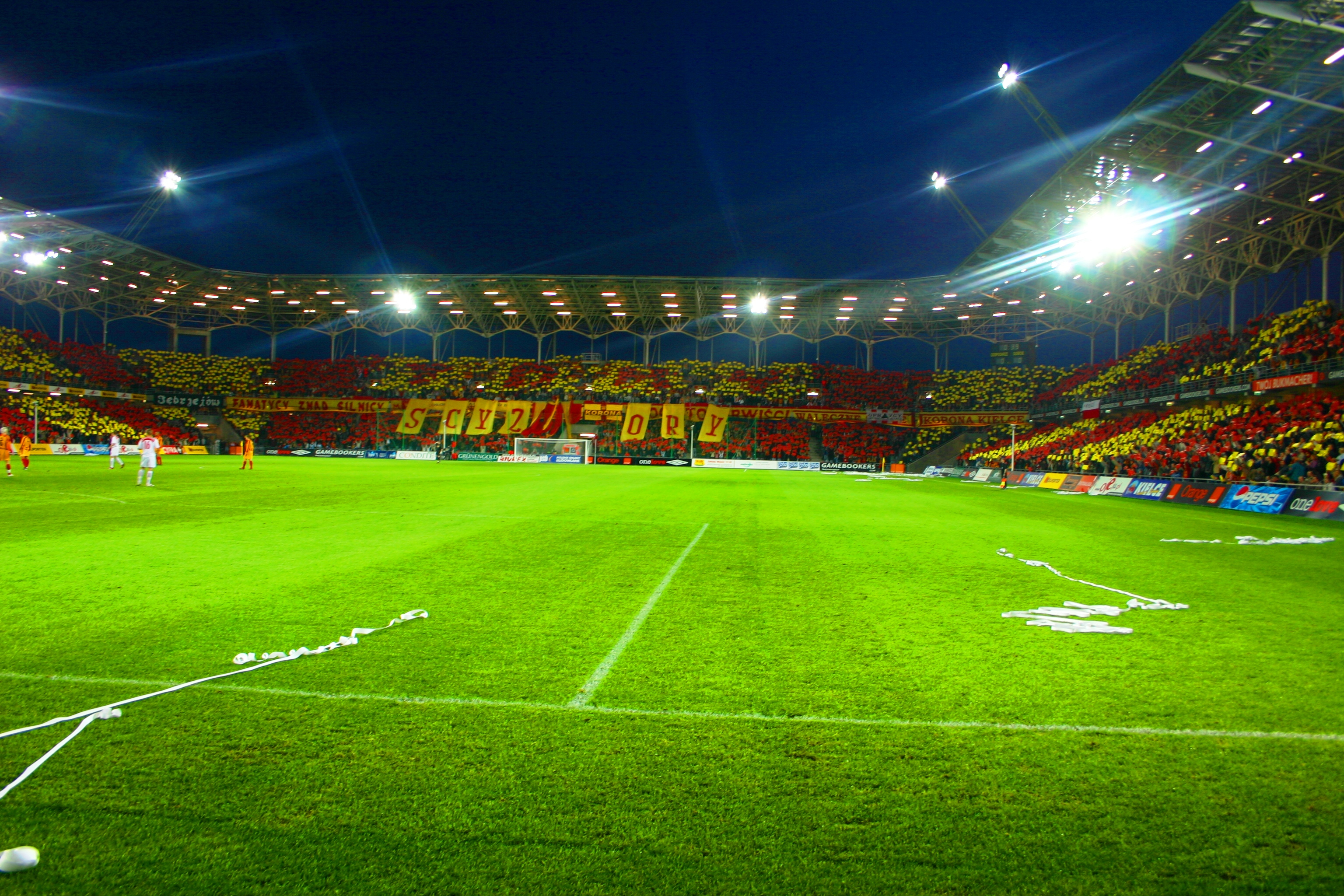
Die Arena im Dezember 2006
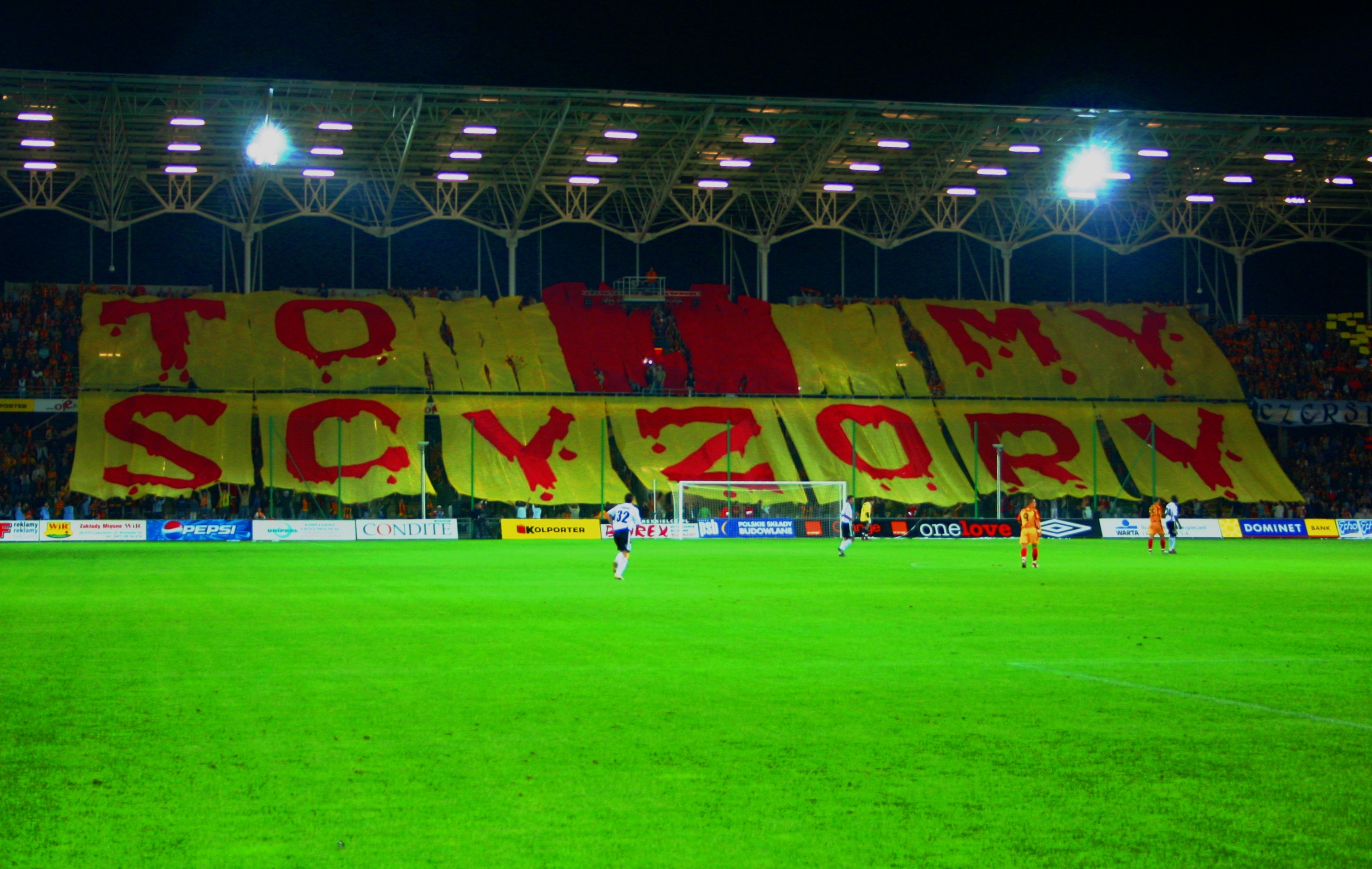
Fans im Stadion bei einer Choreografie im Januar 2007
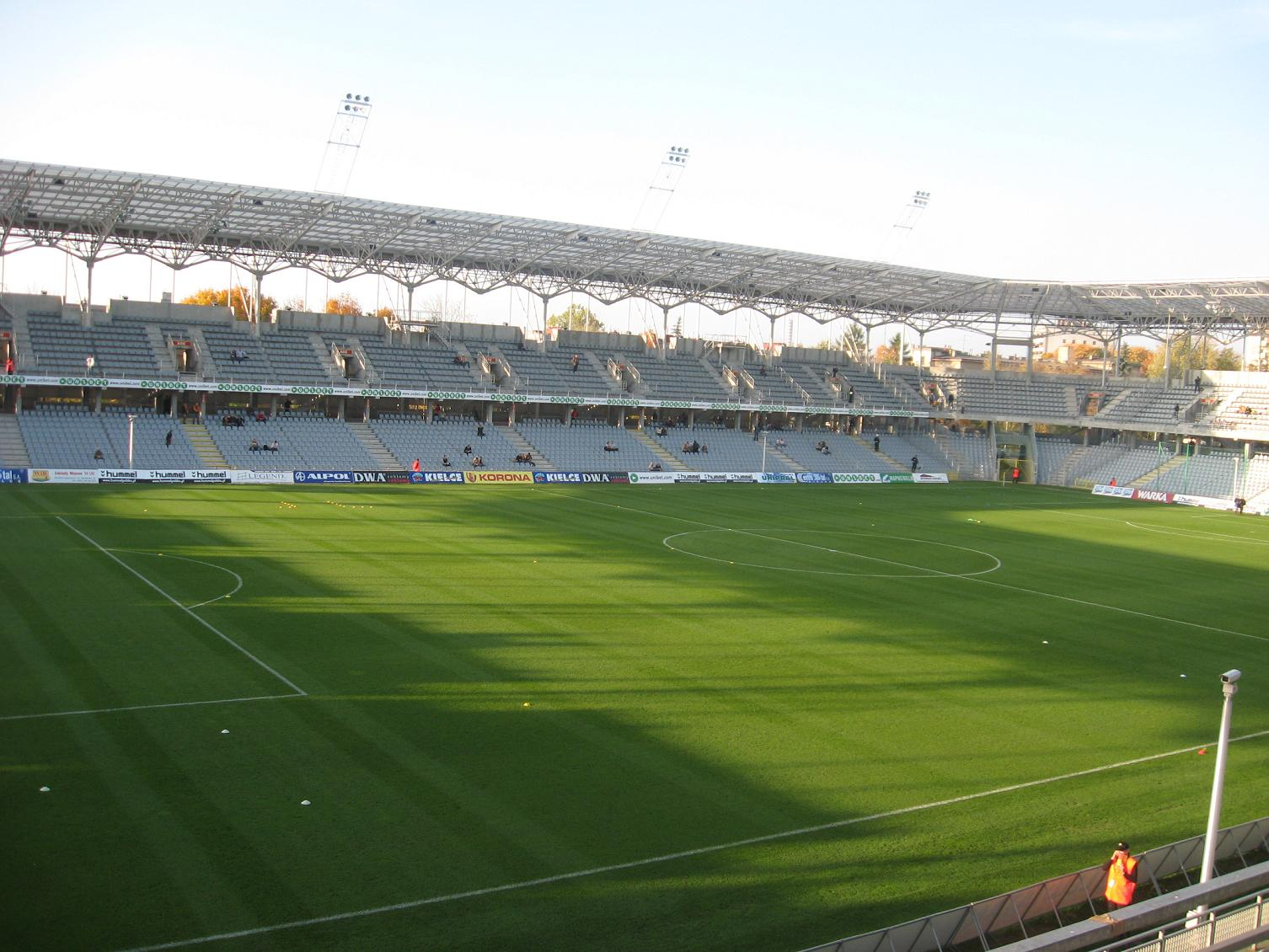
Stadion Miejski im Oktober 2008
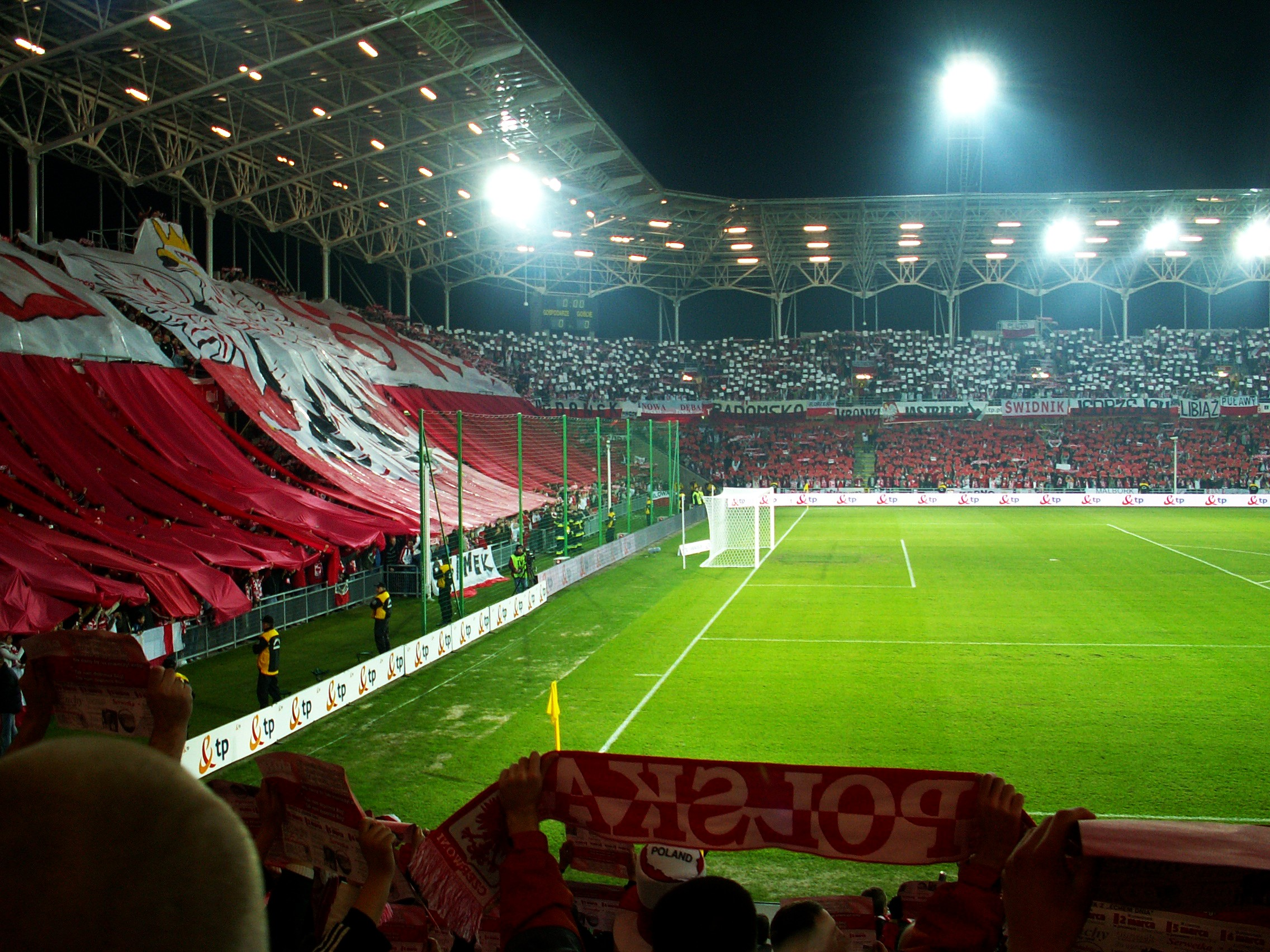
Qualifikation zur EM 2008 am 28. März zwischen Polen und Armenien